# Мельник, Николай Иванович
Николай Иванович Мельник (род. 14 июля 1962, село Михайловка, Коростенский район, Житомирская область) — украинский юрист, правовед, доктор юридических наук (2002), профессор (2003), заслуженный юрист Украины (1997). Судья Конституционного Суда Украины (с 13 марта 2014; от Верховной Рады Украины). Член Конституционной ассамблеи (2012). Государственный служащий I ранга (2005).

## Биография
Образование: Киевская высшая школа МВД СССР имени Дзержинского (г. Киев; сейчас Национальная академия внутренних дел Украины), юридический факультет (1989).
Член Высшего совета юстиции (2000—2006). Член Высшей квалификационной комиссии судей (2009—2010).

## Профессиональная деятельность
1979—1980 — транспортировщик Коростенского фарфорового завода.
1980—1982 — служба в Советской Армии.
С 1983 — служба в органах внутренних дел.
1994—1998 — главный консультант Секретариата Комиссии Верховной Рады Украины по вопросам борьбы с организованной преступностью и коррупцией.
1998—2004 — заместитель руководителя Главного научно-экспертного управления Аппарата Верховной Рады Украины.
2004—2006 — заместитель Председателя Центральной избирательной комиссии Украины.
2006 — февраль 2012 — советник, руководитель службы Председателя Верховного Суда Украины, начальник управления по обеспечению деятельности руководства Верховного Суда Украины.
Февраль 2012 — март 2014 — научный консультант по правовым вопросам Центра Разумкова.
2014 — стал судьёй Конституционного суда Украины.
1 ноября 2018 года включён в санкционный список России.
Кандидатская диссертация: «Уголовная ответственность за вымогательство индивидуального имущества граждан», (1991).
Докторская диссертация «Криминологические и уголовно-правовые проблемы противодействия коррупции» (Национальная академия внутренних дел Украины, 2002).